# Blow Me (One Last Kiss)
Blow Me (One Last Kiss) è un singolo della cantautrice statunitense Pink, pubblicato il 3 luglio 2012 come primo estratto dal sesto album in studio The Truth About Love.
Il brano è stato scritto dalla stessa Pink e dal musicista Greg Kurstin.
Inizialmente pubblicato negli Stati Uniti, dal 9 luglio è stato pubblicato anche nel resto del mondo.

## Descrizione
Il brano riprende un po' il sound precedente dei brani So What e Raise Your Glass. Esso parla di una storia d'amore finita. Il brano racchiude influenze di suoni elettrici e pop/dance. Pink ha affermato che il brano è "energico e vendicativo come sempre" con dei versetti chiamati "prolissi ancora pungenti" mentre li canta.

## Video musicale
Le riprese per il videoclip del brano sono cominciate nel luglio 2012 con la regia di Dave Meyers. Circa una settimana dopo dalla pubblicazione del video sul canale ufficiale VEVO della cantante, è stata pubblicata una seconda versione del video, questa volta a colori, a differenza del video ufficiale che si presenta in bianco e nero.

### Sinossi
Il video è girato quasi totalmente in bianco e nero, con sprazzi di colore, e si caratterizza per un'ambientazione spiccatamente rétro, con tanto di titoli in apertura in francese, come a sottintendere un legame con il cinema muto francese. Comincia con Pink durante un picnic sull'erba in compagnia di un uomo affascinante (interpretato da Michael Cardelle), e i due stanno per baciarsi quando lui si distrae per via del cellulare che suona, ignorando la donna. Pink rimane molto delusa e gli rovescia addosso un bicchiere di vino rosso, decidendo di andarsene. Cammina in un contesto naturale spogliandosi del suo vestito lungo e rimanendo in un corsetto. Incontra quindi un altro uomo (Alexander Echeverria) che la porta via in motocicletta, fino alla sua villa, dove la cantante posa come modella per un suo ritratto. Quindi comincia un ricevimento, al quale Pink partecipa indossando un completo nero maschile, con i capelli lisciati all'indietro. Balla languidamente con una donna (Mosh), ma a quel punto entra dalla porta un uomo (Michael Cardelle), lo stesso del picnic, il quale si mette in ginocchio e offre un anello. Pink sorride e allunga la mano, ma rimane ancora una volta delusa rendendosi conto che la proposta era per la donna con cui lei stessa stava ballando. Durante la cerimonia nuziale Pink veste di nero con un lungo mantello, un ombrellino da sole e gli occhi contornati di pizzo, in versione funerea. Sul più bello un ragazzo a bordo di una macchina volante di Leonardesca memoria (Andreas Holm-Hansen) fa esplodere un palloncino a forma di cuore, che riversa sugli invitati, gli sposi ed il prete una pioggia di liquido rosa, sotto la quale Pink balla e festeggia. Raggiunge il ragazzo a bordo della macchina volante e si allontanano sorvolando le campagne.

### Accoglienza
James Montgomery di MTV rassicurò i fan del fatto che Pink non era cambiata, lodò il video definendolo "arrabbiato" e "divertente": "Sebbene la vostra eroina abbia dichiarato di essere cambiata come donna, il video di 'Blow Me' prova che non è vero. Lei è arrabbiata come nei suoi video passati, e quasi altrettanto divertente."

## Cover
Del brano è stata fatta una cover nella serie televisiva Glee, che è stata interpretata da Melissa Benoist (nei panni di Marley Rose) e Alex Newell (nei panni di Unique Adams) nell'episodio 3x05, "Il ruolo adatto".

## Esibizioni dal vivo
La cantante ha presentato per la prima volta dal vivo il brano all'evento musicale dell'anno firmato MTV, Video Music Awards 2012! Ha eseguito live un pezzo di un suo successo, Get the Party Started remixato da Calvin Harris, e poi il nuovo singolo. Durante la performance giravano intorno a lei delle bocche giganti che emettevano dalla bocca piume rosa, alla fine della performance Pink è salita su una bocca gigante volante ed è andata via. Ha presentato live il singolo anche allo show Ellen DeGeneres, presentando anche nell'intervista il nuovo album The Truth About Love. L'11 settembre la cantante si esibisce anche nel programma francese "Le Grand Journal" insieme alla sua band.

## Tracce
Download digitale
1. Blow Me (One Last Kiss) – 4:16

CD singolo
1. Blow Me (One Last Kiss) – 4:16
2. The King is Dead But the Queen is Alive – 3:44

## Classifiche
| Classifica (2012) | Posizione massima |
| ----------------- | ----------------- |
| Australia         | 1                 |
| Austria           | 14                |
| Belgio (Fiandre)  | 36                |
| Belgio (Vallonia) | 14                |
| Canada            | 4                 |
| Danimarca         | 24                |
| Francia           | 22                |
| Germania          | 10                |
| Irlanda           | 11                |
| Italia            | 11                |
| Lussemburgo       | 5                 |
| Nuova Zelanda     | 8                 |
| Paesi Bassi       | 14                |
| Regno Unito       | 3                 |
| Repubblica Ceca   | 8                 |
| Slovacchia        | 6                 |
| Spagna            | 18                |
| Stati Uniti       | 5                 |
| Svizzera          | 15                |
| Ungheria          | 1                 |